# シンプル英語版ウィキペディア
シンプル英語版ウィキペディア（シンプルえいごばんウィキペディア、シンプルイングリッシュ・ウィキペディア、Simple English Wikipedia）は、フリー百科事典「ウィキペディア」の英語版であり、基本的にベーシック英語（チャールズ・ケイ・オグデンが1920年に考案した国際補助語で、英語の基礎的な語850語のみを使用する）とスペシャル・イングリッシュを基本にした約1500語の語彙を用いて執筆されている。この言語版サイトは、「学生や子供、学習障害にある成人など、通常とは違うニーズを持った人々、または英語を学習中の人」向けの百科事典たることをおもな目的としているが、そのガイドラインには、そういった層だけでなく万人に向けて執筆された事典であることが説明されている。2018年2月16日の時点で、記事数は131,584本、登録済み利用者は60万を超える。
記事は大抵、英語版ウィキペディアの対応する記事より短く、主題について基礎的な情報を述べるのみに留まっている。OLPCプロジェクトの児童向け百科事典"One Encyclopedia per Child"はシンプル英語版ウィキペディアの記事をベースにして書かれている。